# أندرو لوي واتسون
أندرو لوي واتسون (بالإنجليزية: Andrew Lowe Watson)‏ هو ملحن بريطاني، ولد في 17 يناير 1958.

## وصلات خارجية
- أندرو لوي واتسون على موقع IMDb (الإنجليزية)